# Untere Burg Besigheim
Die Untere Burg Besigheim ist eine ehemalige Burganlage in der Hauptstraße 32 in der Kleinstadt Besigheim im Landkreis Ludwigsburg in Baden-Württemberg. Sie befindet sich etwa 450 m nordwestlich der Oberen Burg Besigheim.
Die Burg wurde 1215/30 von Markgraf Hermann V. von Baden erbaut und 1693 durch französische Truppen im Zuge des Pfälzischen Erbfolgekrieges zerstört. 1750 wurde die Burg wegen Baufälligkeit bis auf den mächtigen 29 m hohen Bergfried Waldhornturm, der als Aussichtsturm bestiegen werden kann, abgebrochen.
Wie die obere Burg verfügte die untere Burg auch über einen romanischen Kamin und einen Aborterker.